# 왕원타오
왕원타오(중국어 간체자: 王文涛, 정체자: 王文濤, 병음: Wáng Wéntāo, 한자음: 왕문도, 1964년 5월 ~ )는 중화인민공화국의 정치인이다. 2020년 12월부터 중화인민공화국 상무부장을 지내고 있으며 중국공산당 지난시 당위서기, 산둥성 당위부서기 등을 역임했다.